# Pawn Hearts
Pawn Hearts — четвёртый студийный альбом британской рок-группы Van der Graaf Generator, выпущенный в октябре 1971 года.
Диск занял первое место в итальянском хит-параде, где держался 12 недель. Также он занимает 12 место в списке Топ-25 лучших альбомов прогрессивного рока по версии Progarchives.com, 19 место в списке «25 лучших классических альбомов прогрессивного рока» по версии PopMatters и 26 место в списке «50 величайших прог-рок-альбомов всех времён» журнала Rolling Stone.

## Список композиций
Все тексты написаны Питером Хэммиллом. Музыка — смотри ниже.

### Первая сторона
| №  | Название                                                 | Музыка                                                              | Длительность |
| -- | -------------------------------------------------------- | ------------------------------------------------------------------- | ------------ |
| 1. | «Lemmings (Including Cog)»                               | Питер Хэммилл                                                       | 11:37        |
| 2. | «Theme One» (только в американских и канадских изданиях) | Джордж Мартин, аранжировка Дэвида Джексона, Хью Бэнтона, Гая Эванса | 2:55         |
| 3. | «Man-Erg»                                                | Питер Хэммилл                                                       | 10:20        |

### Вторая сторона
"A Plague of Lighthouse Keepers" (23:04), включает:

| №   | Название                 | Музыка                    | Длительность |
| --- | ------------------------ | ------------------------- | ------------ |
| 1.  | «Eyewitness»             | Питер Хэммилл             | 2:25         |
| 2.  | «Pictures/Lighthouse»    | Хью Бэнтон, Дэвид Джэксон | 3:10         |
| 3.  | «Eyewitness»             | Питер Хэммилл             | 0:54         |
| 4.  | «S.H.M.»                 | Питер Хэммилл             | 1:57         |
| 5.  | «Presence of the Night»  | Питер Хэммилл             | 3:51         |
| 6.  | «Kosmos Tours»           | Гай Эванс                 | 1:17         |
| 7.  | «(Custard's) Last Stand» | Питер Хэммилл             | 2:48         |
| 8.  | «The Clot Thickens»      | Van der Graaf Generator   | 2:51         |
| 9.  | «Land's End (Sineline)»  | Дэвид Джексон             | 2:01         |
| 10. | «We Go Now»              | Дэвид Джексон, Хью Бэнтон | 1:51         |

### Бонус-треки переиздания 2005 года
| №  | Название                                                    | Автор(ы)                                                            | Длительность |
| -- | ----------------------------------------------------------- | ------------------------------------------------------------------- | ------------ |
| 1. | «Theme One» (оригинальная версия)                           | Джордж Мартин, аранжировка Дэвида Джексона, Хью Бэнтона, Гая Эванса | 3:15         |
| 2. | «W» (оригинальная, отличная от синглового варианта, запись) | Питер Хэммилл                                                       | 5:04         |
| 3. | «Angle Of Incidents»                                        | Гай Эванс                                                           | 4:48         |
| 4. | «Ponker's Theme»                                            | Дэвид Джексон                                                       | 1:28         |
| 5. | «Diminutions»                                               | Хью Бэнтон                                                          | 6:00         |

## Участники записи
- Хью Бэнтон — орган Хаммонда и электроорган, фортепиано, меллотрон, ARP-синтезатор, басовые педали, бас-гитара, вокал
- Гай Эванс — ударные, литавры, фортепиано
- Питер Хэммилл — вокал, акустическая гитара, слайд-гитара, синтезатор, фортепиано
- Дэвид Джэксон — альт-саксофон, тенор-саксофон, сопрано-саксофон, флейта, вокал

Приглашённые музыканты
- Роберт Фрипп — электрогитара
 Играет в «Man-Erg» [5:55-7:10] и «A Plague of Lighthouse Keepers» [8:10-10:20 и ближе к концу песни].